# مينتكيو نورتبيكورت
مينتكيو نورتبيكورت (بالفرنسية: Mentque-Nortbécourt)‏ هي بلدية تقع في إقليم باد كاليه من منطقة نور با دو كاليه في شمال فرنسا. تبلغ مساحة هذه المدينة 10.78 (كم²)، وترتفع عن سطح البحر 85 م، يبلغ عدد سكانها 530 نسمة حسب إحصاء المعهد الوطني للإحصاء والدراسات الاقتصادية سنة 2009 م. وترأس Jean-Marie Beclin البلدية خلال فترة (2008-2014).